# Vysockij. Spasibo, čto živoj
Vysockij. Spasibo, čto živoj (Высоцкий. Спасибо, что живой) è un film del 2011 diretto da Pёtr Buslov.

## Trama
Il film racconta il famoso poeta russo Vladimir Vysocky, che in uno dei suoi concerti sta vivendo una morte clinica.